# Широковещательный канал
Широковещательный канал, широковещание (англ. broadcasting) — метод передачи данных в компьютерных сетях, при котором поток данных (каждый переданный пакет в случае пакетной передачи) предназначен для приёма всеми участниками сети.

## Широковещание в IP-сетях
В TCP/IP широковещание (broadcast) возможно только в пределах одного сегмента сети (L2 или L3). Однако пакеты данных могут быть посланы из-за пределов сегмента, в который будет осуществлено широковещание (например, передача пакета на широковещательный IP-адрес через маршрутизатор из-за пределов сети). Нагрузка на сеть в случае широковещания не отличается от обычной передачи данных одному адресату, поскольку пакеты данных не размножаются (в отличие от unicast).
Примером широковещания является определение MAC-адреса, соответствующего определённому IP-адресу (например, с помощью протокола ARP). В этом случае отправляется широковещательный пакет с запросом, который достигает все подключенные к данному L2-домену сети устройства. Устройство с искомым IP-адресом отправляет в ответ пакет, содержащий требуемый MAC-адрес.
Широковещательным IP адресом является последний адрес в подсети. Если сеть состоит из одного адреса /32, то она не имеет широковещательного адреса.
Адрес 255.255.255.255 является ограниченным широковещательным адресом. Пакет с таким адресом назначения должны принять все хосты из любых подсетей в пределах L2 домена.